# Vulkanische plug

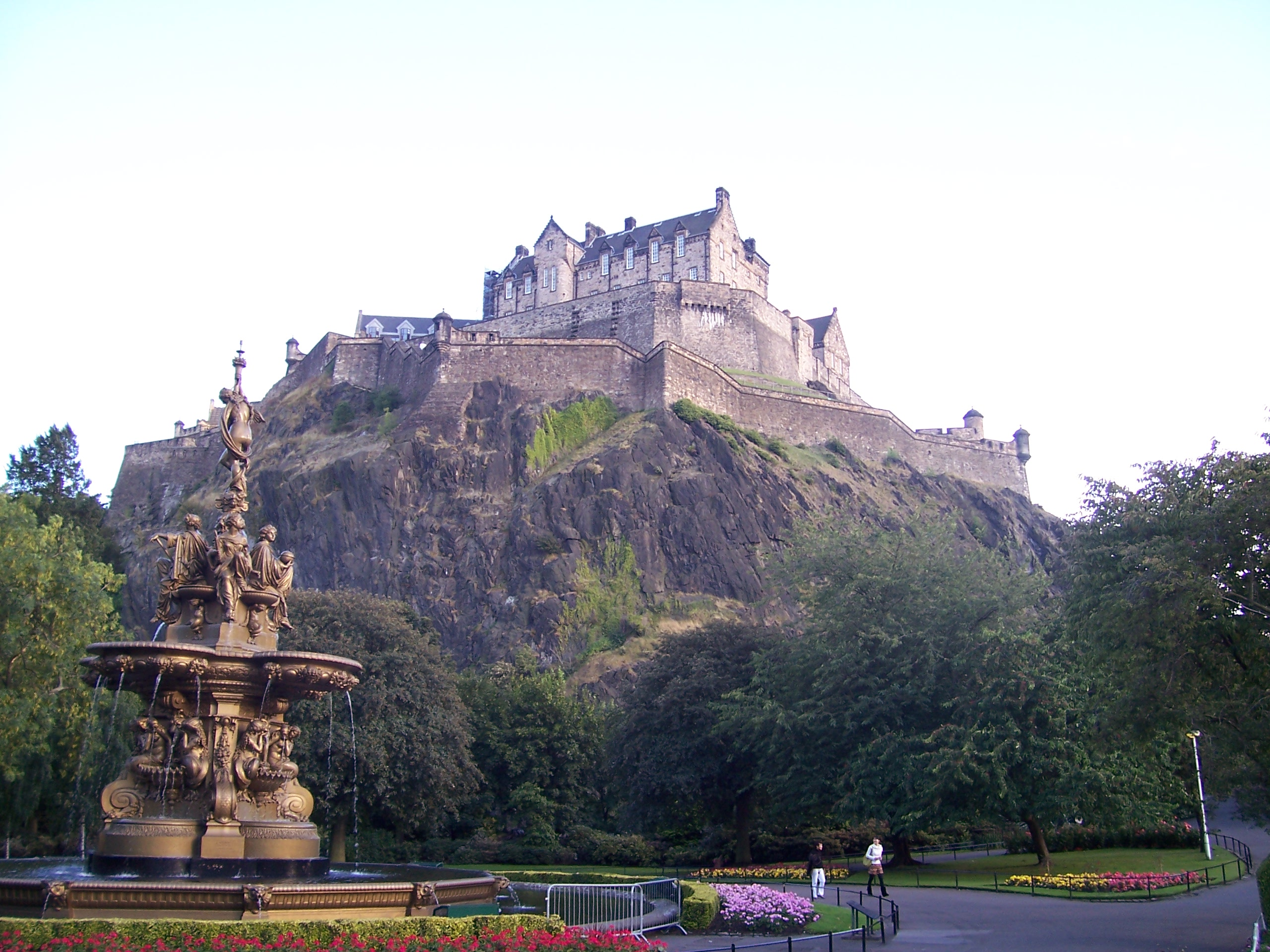
Edinburgh Castle in Schotland is gebouwd op een vulkanische plug (Castle Rock).

Een vulkanische plug of vulkanische prop is gestolde lava die is ontstaan in de pijp van een actieve vulkaan. Nadat de vulkaan is gedoofd kan het omliggende gesteente, de vulkaankegel,  door erosie  verdwijnen. Als de plug bewaard is gebleven ontstaat de karakteristieke aardvorm.

## Voorbeelden
- Schotland
  - Ailsa Craig
  - Bass Rock
  - Castle Rock met Edinburgh Castle
  - North Berwick Law
- Verenigde Staten
  - Morro Rock in Californië
  - Lizard Head in Colorado
- Nigeria
  - Wase Rock
- Saint Lucia
  - Pitons
- Frankrijk
  - Saint Michel d'Aiguilhe in Le Puy-en-Velay
- Australië
  - The Nut in Tasmanië